# Listă de pictori norvegieni
Aceasta este o listă de pictori norvegieni.

## A
- Martin Aagaard - Zacharias Martin Aagaard (n. 13 octombrie 1863 – d. 6 decembrie 1913) pictor norvegian, specializat în picturi marine.
- Peter Nicolai Arbo
- Nikolai Astrup

## B
- Harriet Backer

## D
- Johan Christian Dahl

## F
- Thomas Fearnley

## G
- Rolf Groven
- Hans Gude

## K
- Theodor Kittelsen
- Christian Krohg

## M

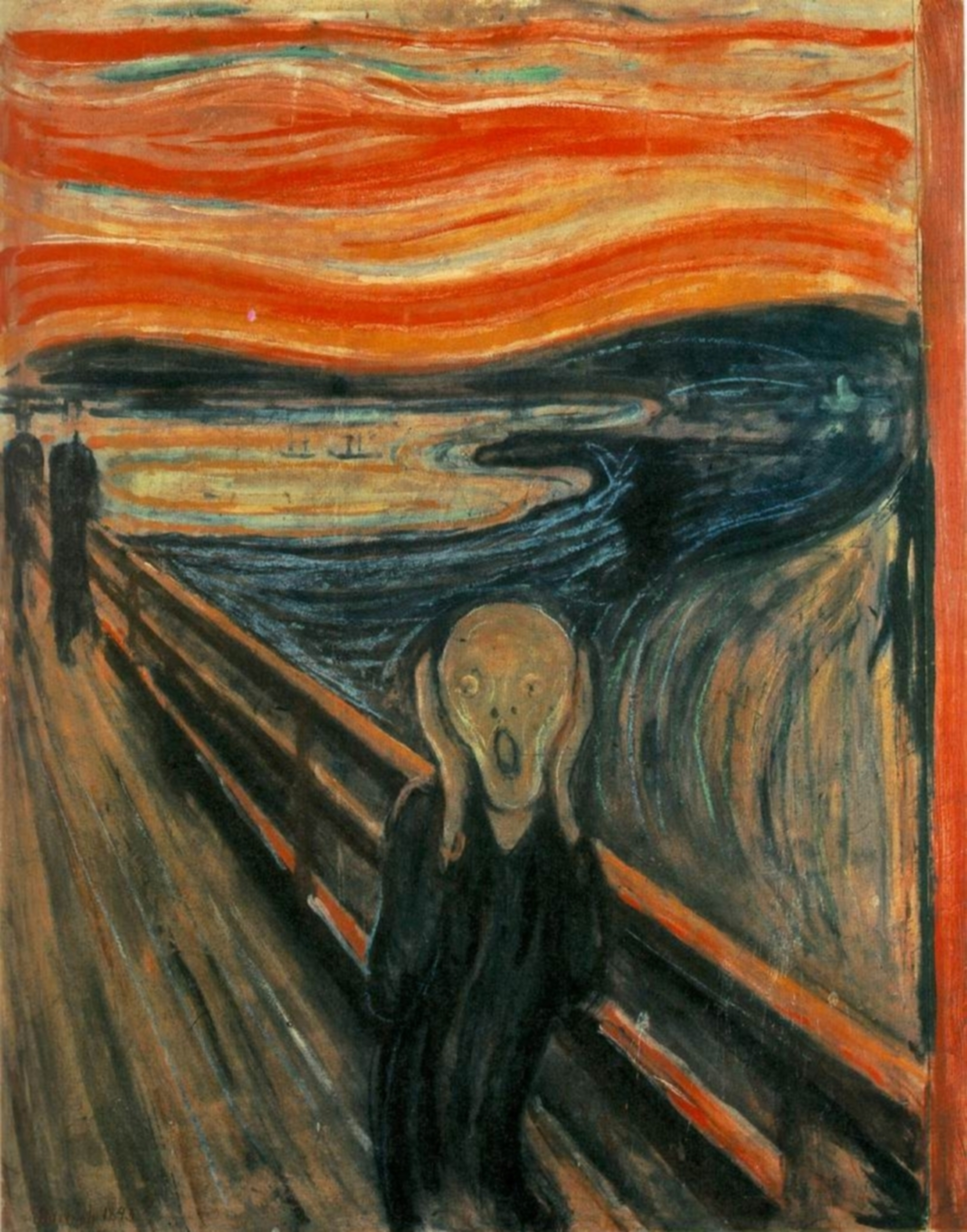
Edvard Munch: Țipătul

- Edvard Munch

## N
- Odd Nerdrum
- Kjell Nupen

## P
- Eilif Peterssen

## S
- Vebjørn Sand

## T
- Fritz Thaulow
- Adolph Tiedemand

## W
- Erik Werenskiold